# Giacomo Maria Giovannini
Giacomo Maria Giovannini (Bologna, 1667 – Parma, 1717) è stato un pittore e incisore italiano.

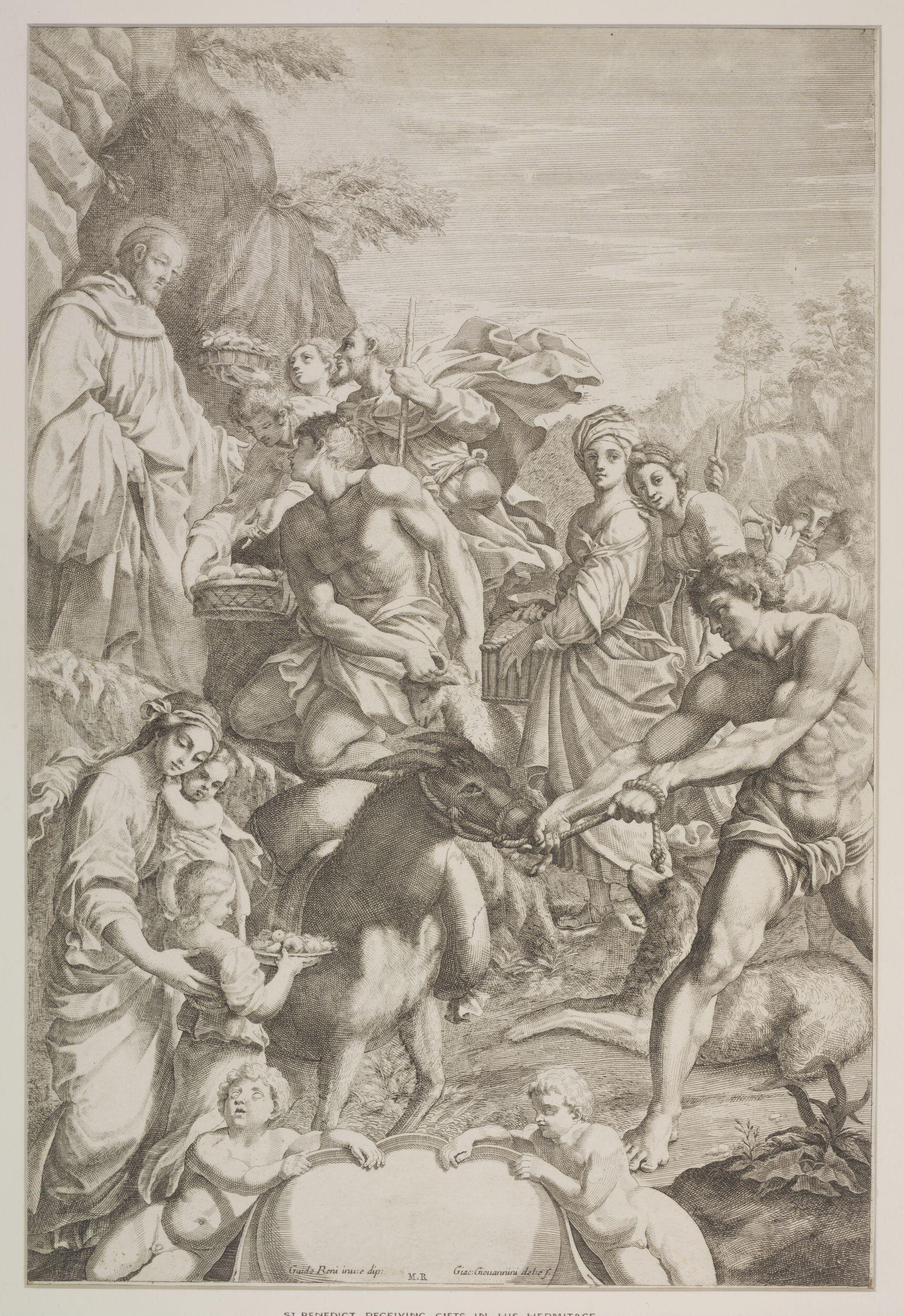
Giacomo Maria Giovannini, San Benedetto, stampa, copia da Guido Reni, coll. Victoria and Albert Museum

Già decoratore di varie chiese bolognesi, si distinse prettamente come incisore; in particolare seppe riprodurre squisitamente le opere del Correggio.
I figli, Carlo Cesare e Bianca Giovannini Fontana, seguirono le orme del padre.